# Tomás Hormigo Rodríguez
Tomás Hormigo Rodríguez (Estepona 14 de octubre de 1945 - Málaga 12 de mayo de 2004) fue profesor y catedrático de Física y Química. Autor de varios libros, destacando "Las Medidas del Universo", publicado por el Museo de Ciencias Príncipe Felipe de Valencia. Como divulgador Científico, fue el fundador del Club Científico Albert Einstein del Instituto La Rosaleda (Málaga) y promotor de la Asociación MECYT, hoy Centro de Ciencia Principia de Málaga, donde la Sala de Experimentos manipulables lleva su nombre.

## Biografía
Nacido en Estepona (Málaga) el 14/10/1945, destacó desde su edad escolar como un alumno brillante. Becado, se trasladó con solo 12 años a completar sus estudios a la por entonces llamada "Escuela Francisco Franco" de Málaga, hoy "Instituto de Enseñanza Secundaria La Rosaleda", centro que le marcaría durante el resto de sus días y donde desarrollaría su carrera profesional.
A principios de los años 70, trabajando y complementando sus estudios de inglés en Londres conoce su Museo de Ciencias, donde el visitante es algo más que un espectador y puede interactuar con los módulos de experimentación, practicando y analizando los diversos fenómenos científicos por sí mismo. Más tarde reconocería que fue en esas visitas donde empieza a gestarse su idea de dotar de un Museo interactivo de carácter científico a Málaga.
Ya en su faceta docente, destacó por promover las actividades extraescolares. En ese ambiente se fundó a finales de los setenta el Club Científico Albert Einstein, donde su intención era promover entre los jóvenes del centro el interés por las ciencias, sacándolas de las aulas y haciéndolas más accesibles. Inicialmente el club se dedicó casi exclusivamente a la observación astronómica, fue a lo largo de los años 80 que empezaron a fabricarse módulos interactivos similares a los que Tomás había visto en los Museos de Ciencias en sus viajes por Europa, pero empleando materiales reciclados o de bajo coste. Para dar cabida a estos módulos, Tomás promovió la Primera Semana de La Ciencia en 1988. Llegó a organizar dieciséis hasta 2003, con buena acogida por parte del público del centro y visitantes externos, llegando incluso a tener relevancia mediática a nivel local y regional. En esas exposiciones, los alumnos no solo colaboraban activamente construyendo los elementos expositivos, sino que guiaban a los visitantes y les ayudaban a comprender los fenómenos científicos que cada módulo desarrollaba. 
Aunando iniciativas similares en institutos de toda la provincia de Málaga, Tomás fue el promotor de la Asociación MECYT (Museo Escolar de Ciencia y Tecnología) en 1993, que tuvo su punto culminante en la Exposición "El Mes de Las Ciencias" desarrollada durante 1994 en el Parque Tecnológico de Andalucía, y cuyo éxito facilitó que las instituciones colaboraran en el proyecto de dotar a Málaga de un Museo de Ciencias de carácter escolar, es decir, un escaparate para los trabajos de los alumnos de ciencias de toda la provincia. MECYT abrió sus puertas en 1999 en terrenos cedidos por el Instituto La Rosaleda, gracias a las gestiones del propio Tomás.
El Club Científico fue la semilla de lo que sería posteriormente el Museo Escolar de Ciencia y Tecnología (MECYT), hoy Centro de Ciencia Principia de Málaga. La Sala de Experimentos de dicho museo recibió el nombre de Tomás Hormigo a título póstumo y una placa colocada en 2005 así lo recuerda.
Destacado por su actitud participativa y elevada conciencia social, colaboró durante toda su vida en grupos y actividades culturales. Destacamos el Centro Cultural de Estepona, de relevancia durante la transición española. Gran conocedor y amante de la astronomía, también fue destacado colaborador de la Sociedad Malagueña de Astronomía y Agrupación Sirio de Málaga. Desde 1990, fue promotor de la Asociación Cultural Faro de Estepona. Colaboró con stands expositivos en las Semanas Culturales de Benagalbón y en visitas a Institutos de la provincia, donde destacó como conferenciante y divulgador. 
Contrajo matrimonio con María Teresa de Carranza en 1993, matrimonio del que nacieron dos hijos, Tomás y Pablo.
Tomás Hormigo Rodríguez falleció en Málaga como consecuencia de las secuelas de una larga enfermedad el 12 de mayo de 2004.
Tras su fallecimiento, en reconocimiento a su faceta como divulgador científico y profesor vocacional, se puso su nombre al Instituto de Enseñanza Secundaria de Cancelada, Estepona (2007). También se inauguraron la plaza de Las Estrella a las afueras de Casarabonela (2004) y la Asociación de Madres y Padres de Alumnos del IES La Rosaleda lleva su nombre(2007).
En noviembre de 2015 el Área de Cultura del Ayuntamiento de Málaga ha accedido a conceder el nombre de "Profesor Tomás Hormigo" a una vía pública de la ciudad. Fue en mayo de 2021 cuando se denominó oficialmente "Glorieta Profesor Tomás Hormigo" en la zona de Cerrado de Calderón.
En diciembre del 2016 se celebró un homenaje en el IES La Rosaleda de Málaga, en el que se descubrió una placa a la entrada de la que fuera el aula donde desarrolló su labor docente.
En junio de 2017 tuvo lugar un homenaje en Estepona en el que se descubrió una placa dedicada a su memoria,situada en el lugar que ocupó su casa natal en el Pasaje de los Poetas Andaluces

## Publicaciones
1985 - "Las Medidas del Universo", primera edición de Edit. Marfil. ISBN 84-268-0419-5

1986 - "English in the Polytechnic, Book 2" (junto a Roberto J. González) ISBN 84-268-0248-6

1987 - "Datos de Física y Química", (junto a José María Chao y Vicente Moreno) ISBN 84-268-0470-5

1988 - "English in the Polytechnic, Book 1" (junto a Roberto J. González) ISBN 84-268-0389-X

1997 - "El Club Científico, acercando la Ciencia a los Jóvenes" ISBN 84-921681-6-1

2007 - "Las Medidas del Universo" (enlace roto disponible en Internet Archive; véase el historial, la primera versión y la última)., reeditado póstumamente por el Museo de Ciencias "Príncipe Felipe" de Valencia ISBN (13): 978-84-932934-5-1